# Наследов, Борис Николаевич
Борис Николаевич Наследов (4 [16] ноября 1885, Турткуль, Оренбургская губерния — 17 ноября 1942, Ташкент) — русский и советский учёный-геолог, профессор Самаркандского и Ташкентского университетов. Крупный специалист и знаток рудных месторождений, организатор разведочных работ и популяризатор в области геологии и горного дела.

## Биография
Родился 4 (16) ноября 1885 года в городе Петро-Александровск (Сырдарьинская область, Оренбургская губерния), в семье офицера Оренбургского казачьего войска Николая Александровича Наследова.

### Образование
В 1904 году окончил гимназию городе Оренбурге.
В 1904 году поступил в Императорский Санкт-Петербургский университет.
В 1905 году перешёл по конкурсному экзамену в Горный институт. Окончил его с отличием в 1915 году, по специальности геолога-разведчика
Изучал иностранные языки греческий, латинский, французский, немецкий, английский и эсперанто.

### Научная и преподавательская работа
С 1915 помощник, затем начальник Горного отдела Войскового хозяйственного правления Оренбургского казачьего войска. С 1919 работал в Совещании по топливу в Омске и Иркутске, с 1920 в Сибпромразведке Иркутского геологоразведочного комитета.
С 1923 инженер-геолог в Сибирском, с 1924 — в Московском, с 1925 — в Ленинградском, с 1929 — в Среднеазиатском (заведующим отделом металлов) отделениях Геолкома.
В 1924—1928 годах преподавал на геологоразведочном факультете Московской горной академии. Читал курс «рудные месторождения». Ассистент В. А. Обручева.
С 1932 заместитель директора Карамазарского НИИ в Ленинабаде, в 1934—1939 в Комитете по науке Узбекской ССР, профессор Самаркандского и Среднеазиатского (Ташкент) университетов. В 1926—1927 руководил геологоразведочной партией в одном из древнейших рудных районов Средней Азии — Карамазаре на руднике Табошар — выявившей ряд рудных жил, в том числе крупную ураноносную, названную «Ведущая». Месторождение было передано в эксплуатацию в 1945 г., это первенец урановой промышленности СССР. Разведал и доказал промышленную ценность медно-молибденового месторождения Кальмакыр, на базе которого возник город Алмалык и один из крупнейших горно-металлургических комбинатов (АГМК) современного Узбекистана.
Участник знаменитой Таджикско-Памирской экспедиции АН СССР (1933).
Создал узбекскую школу рудной геологии. Крупнейший знаток Карамазарского рудного узла, разведал ряд месторождений этого региона, изучил геологическое строение и металлогению Чаткальских и Кураминских гор, многие его металлогенические идеи не утратили своей актуальности и по сей день.
Согласно базе «Репрессированные геологи», был «арестован в 1930-х годах, несколько лет провел в заключении, умер после освобождения в 1940-х годах». Однако Хомизури Г. П. в книге «Террор против геологов и горняков в СССР. 1917—1939», в Приложении 6. «Неверные сведения о терроре против геологов СССР» указывает, что это утверждение «не подтверждается документами, находящимися в Отделе истории геологии».
Скончался 17 ноября 1942 года в Ташкенте, похоронен на Боткинском кладбище.

## Семья
Жена (с 1911) Вера Михайловна (в дев. Сотниченко), кубанская казачка.

## Членство в организациях
- 1916 — Оренбургская учёная Архивная комиссия
- 1917 — Оренбургское отделение Русского географического общества
- 1926 — Международная организация помощи борцам революции (МОПР) в Ленинграде
- 1935 — Бюро геологического отделения Географического общества.

## Публикации
Основные публикации:
- Наследов Б. Н. Металлопромышленные ресурсы Средней Азии / Всесоюз. энерг. ком. Оргком. по созыву 1-го Средне-Азиат. энерг.съезда. — Ташкент : Ср.-Аз. Госплан, 1931.
- Наследов Б. Н., Около-Кулак Е. И. Бахиловские месторождения битуминозных песчаников : С 5 табл.. / Б. Н. Наследов, Е. И. Около-Кулак. — Москва ; Ленинград : Геол. изд-во, 1931
- Наследов Б. Н. Кара-Мазар и его проблемы / Ст. инж. геолог Н. Б. Наследов; Оргбюро по созыву Кара-Мазарского съезда 1931 г.
- Наследов Б. Н., Попов В. И. Контуры металлогении и металлорудных возможностей Средней Азии / Б. Н. Наследов, В. И. Попов, при участии: Е. К. Тепикина, В. Э. Пояркова, И. М. Евфименко, К. Д. Соколова, В. М. Бирюкова, Н. П. Петрова [Бригада геологов]; Под ред. Б. Н. Наследова Средне-Азиатск. гос. геол.-разведочный трест «Средазгеоразведка». — Ташкент : тип. изд-ва «Красная звезда», 1932.
- Наследов Б. Н., Баранов В. И., Соколов П. Т. Опыт методики и разведки месторождений радиоактивных руд в Карамазарском районе Узбекистана / Б. Н. Наследов, В. И. Баранов, П. Т. Соколов. — Ленинград ; Москва : Гос. науч.- техн. геол.-развед. изд-во, 1933
- Наследов Б. Н., Либман Э. П. Редкие элементы и малые металлы Средней Азии / Б. Н. Наследов, Э. П. Либман. — Ташкент : тип. «Правда Востока», 1933.
- Наследов Б. Н. Работы в Зеравшанско-пенджикентском направлении. — [Ленинград] : Б. и., 1934.
- Наследов Б. Н. Месторождения мышьяковых руд в западной части Зеравшанского хребта. — [Ленинград] : Б. и., 1934.
- Наследов Б. Н. Кара-Мазар. Ред. коллегия: акад. А. Е. Ферсман, Н. П. Горбунов, Д. Щербаков… и др. — Ленинград : Таджик.-Памирск. экспедиция, 1935
- Наследов Б. Н., Тер-Оганесов Я. Г., Князев П. И. Гидротермальные месторождения оловянных руд в Зеравшанском хребте / Б. Н. Наследов при участии Я. Г. Тер-Оганесова, П. И. Князева. — Ленинград : Химтеорет, 1935.
- Наследов Б. Н. Металлогения Западного Тянь-Шаня и Узбекистана / Под ред. д-ра геол.-минералогич. наук Ф. И. Вольфсона; М-во геологии и охраны недр СССР. — Москва : Госгеолтехиздат, 1961.

## Память
Именем Б. Н. Наследова были названы:
- Наследовит[кат.] — минерал из рудника «Алтинтапкан»[6][7][8][9].
- Улица Наследова в городе Алмалык (Узбекистан), возникшем благодаря его геологическим открытиям, установлен памятник учёному.[источник не указан 1645 дней].
- Месторождение Наследова

Архив Б. Н. Наследова — Центральный государственный архив Узбекистана.